# Oceania Rugby Cup 2015
Oceania Rugby Cup 2015 (in inglese 2015 Oceania Rugby Cup) fu l'8ª edizione della Coppa d'Oceania di rugby a 15 organizzata da Oceania Rugby.
Il torneo si tenne in Papua Nuova Guinea allo stadio Lloyd Robson Oval di Port Moresby.
Parteciparono parte quattro squadre a girone unico dal 22 al 30 agosto 2015.
Vincitrice la selezione di casa della Papua Nuova Guinea al suo quarto titolo.

## Incontri
| Port Moresby 22 agosto 2015 | Samoa Americane | 30 – 15 | Isole Salomone | Lloyd Robson Oval |

| Port Moresby 22 agosto 2015 | Papua Nuova Guinea | 32 – 10 | Tahiti | Lloyd Robson Oval |

| Port Moresby 26 agosto 2015 | Isole Salomone | 12 – 36 | Tahiti | Lloyd Robson Oval |

| Port Moresby 26 agosto 2015 | Papua Nuova Guinea | 36 – 22 | Samoa Americane | Lloyd Robson Oval |

| Port Moresby 30 agosto 2015 | Samoa Americane | 8 – 20 | Tahiti | Lloyd Robson Oval |

| Port Moresby 30 agosto 2015 | Papua Nuova Guinea | 58 – 19 | Isole Salomone | Lloyd Robson Oval |

## Classifica
|  | Classifica         | G | V | N | P | PF  | PS  | diff. | B | PT |
|  | ------------------ | - | - | - | - | --- | --- | ----- | - | -- |
|  | Papua Nuova Guinea | 3 | 3 | 0 | 0 | 126 | 51  | +75   | 3 | 15 |
|  | Tahiti             | 3 | 2 | 0 | 1 | 66  | 52  | +14   | 1 | 9  |
|  | Samoa Americane    | 3 | 1 | 0 | 2 | 60  | 71  | -11   | 1 | 5  |
|  | Isole Salomone     | 3 | 0 | 0 | 3 | 46  | 124 | -78   | 0 | 0  |